# Thryothorus albinucha
Thryothorus albinucha är en fågelart i familjen gärdsmygar inom ordningen tättingar. Den betraktas oftast som underart till karolinagärdsmyg (Thryothorus ludovicianus), men urskiljs sedan 2016 som egen art av Birdlife International och IUCN.
Fågeln förekommer från Yucatánhalvön i sydöstra Mexiko till Petén i norra Guatemala. Den kategoriseras av IUCN som livskraftig.